# Sagaing
Sagaing (birmanisch စစ်ကိုင်း, BGN/PCGN: sitkaing) ist die Hauptstadt der gleichnamigen Sagaing-Region in Myanmar (Birma). Es ist eines der buddhistischen Zentren Myanmars und gruppiert sich um den Sagaing-Hügel. Mehr als 600 Stupas und Klöster und 100 Meditationszentren sind hier zu finden, mehr als 6000 Mönche und Nonnen leben hier und ziehen Touristen aus aller Welt an. Die Einwohnerzahl beträgt ca. 300.000.
Sagaing liegt etwa 20 km südwestlich von Mandalay nahe der früheren Königsstadt Ava am Irawadi. Die 700 m lange, von den Briten erbaute Ava-Brücke mit 16 großen Bögen überquert den Irawadi und verbindet Mandalay mit Sagaing. Die Brücke war bis 1998 die einzige Brücke, die den 2170 km langen Irawadi überquerte.

## Kultur und Sehenswürdigkeiten
- Aungmyelawka- (Eindawya-) Pagode, 1783 durch den späteren König Bodawpaya erbaut, imitiert die Shwezigon-Pagode von Nyaung U (Bagan).
- Tilawkaguru-Höhle: ein Höhlentempel mit Wandmalereien aus dem Jahr 1672, die zwar vor 80 Jahren durch ein großes Feuer beschädigt wurden, aber immer noch sehenswert sind Wandmalerei in der Tilawkaguru-Höhle
- Ngadatkyi-Pagode

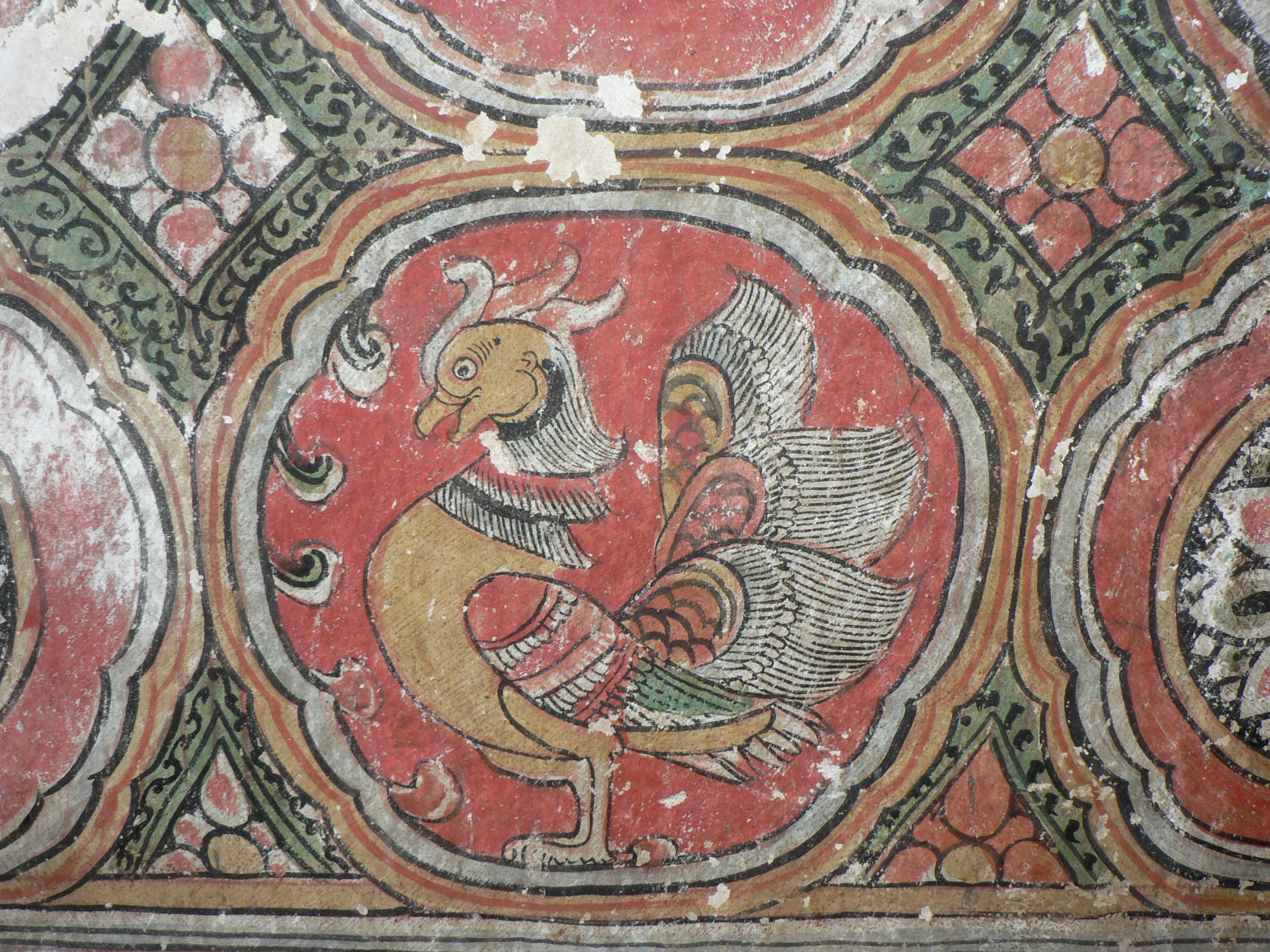
Wandmalerei in der Tilawkaguru-Höhle

- Kaunghmudaw-Pagode (auch unter dem Pali-Namen Rajamanicula bekannt), ca. 10 km westlich außerhalb von Sagaing. Sie ist die größte der Pagoden, 46 m hoch, und ist nach dem Vorbild der Mahaceti-Stipa in Sri Lanka 1636 zu Ehren der Ernennung Sagaings zur Hauptstadt erbaut. Rund um die Pagode befinden sich 812 Steinsäulen, in denen Öllampen aufbewahrt wurden. In 120 Nischen befinden sich Bilder von Nats. Auf einem drei Meter hohen Marmorstein wurde die Geschichte der Erbauung des Tempels beschrieben
- Datpaungzu-Pagode
- U Min Thonze-Pagode, die Pagode der 30 Höhlen. Fünfundvierzig golden gewandete überlebensgroße Buddhastatuen stehen in einer Kolonnade, die den Grundriss einer Mondsichel aufweist. Die Wände sind mit Glasmosaiken verziert, der Fußboden ist mit geometrischen Kachelmustern ausgelegt.
- U-Min-Kyaukse-Pagode
- Lawkakmankin-Pagode
- Mipaukkyi-Pagode
- Tupayon-Pagode, 1444 erbaut, wurde bei dem schweren Erdbeben von 1838 teilweise zerstört
- Hsinmyashin-Pagode, Pagode der vielen Elefanten, benannt nach den Elefantenstatuen an den Eingängen, erbaut 1429
- Sun U Ponnya Shin-Paya, 1312 erbaut. Hasen und Frösche aus Bronze versinnbildlichen frühere Inkarnationen des Buddha und dienen als Sammelboxen.

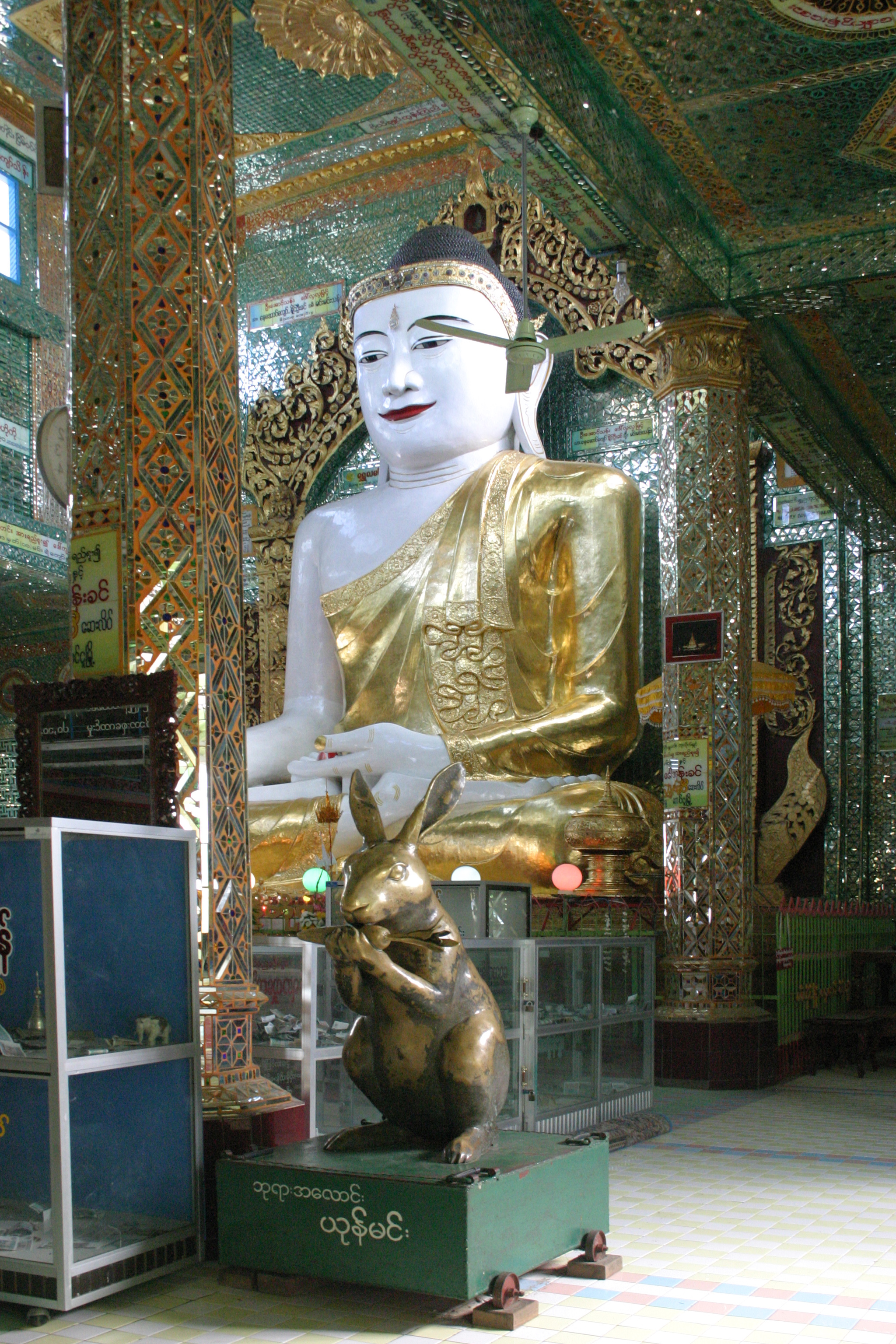
Sun U Ponnya Shin: Bronze-Hase vor Buddhastatue

- Pa-Ba-Kyaung-Kloster
- Ahsaykhan-Fort
- Thabyedan-Fort
- Singyone-Fort

## Bilder

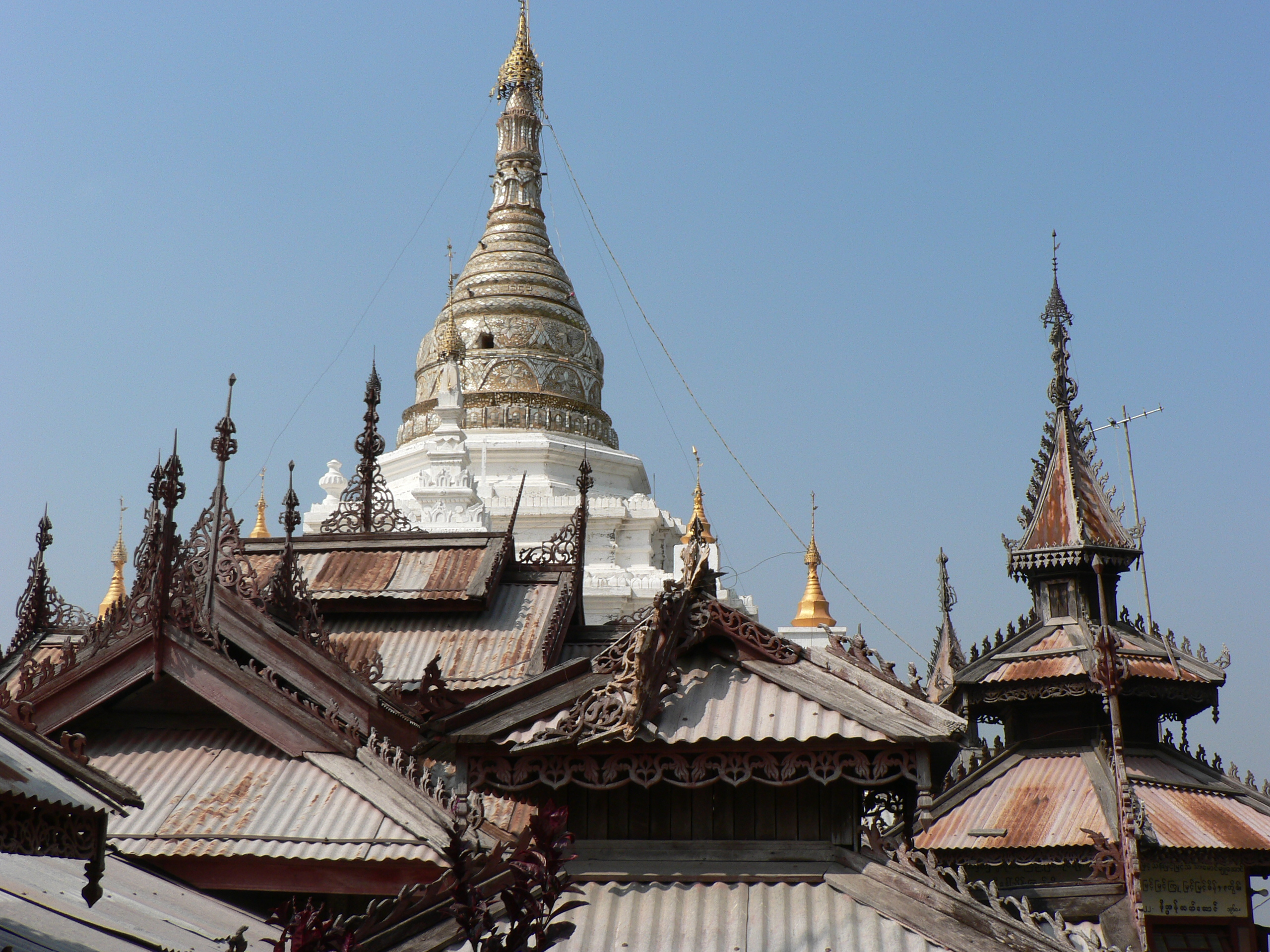
Kloster und Stupa auf dem Sagaing-Hügel
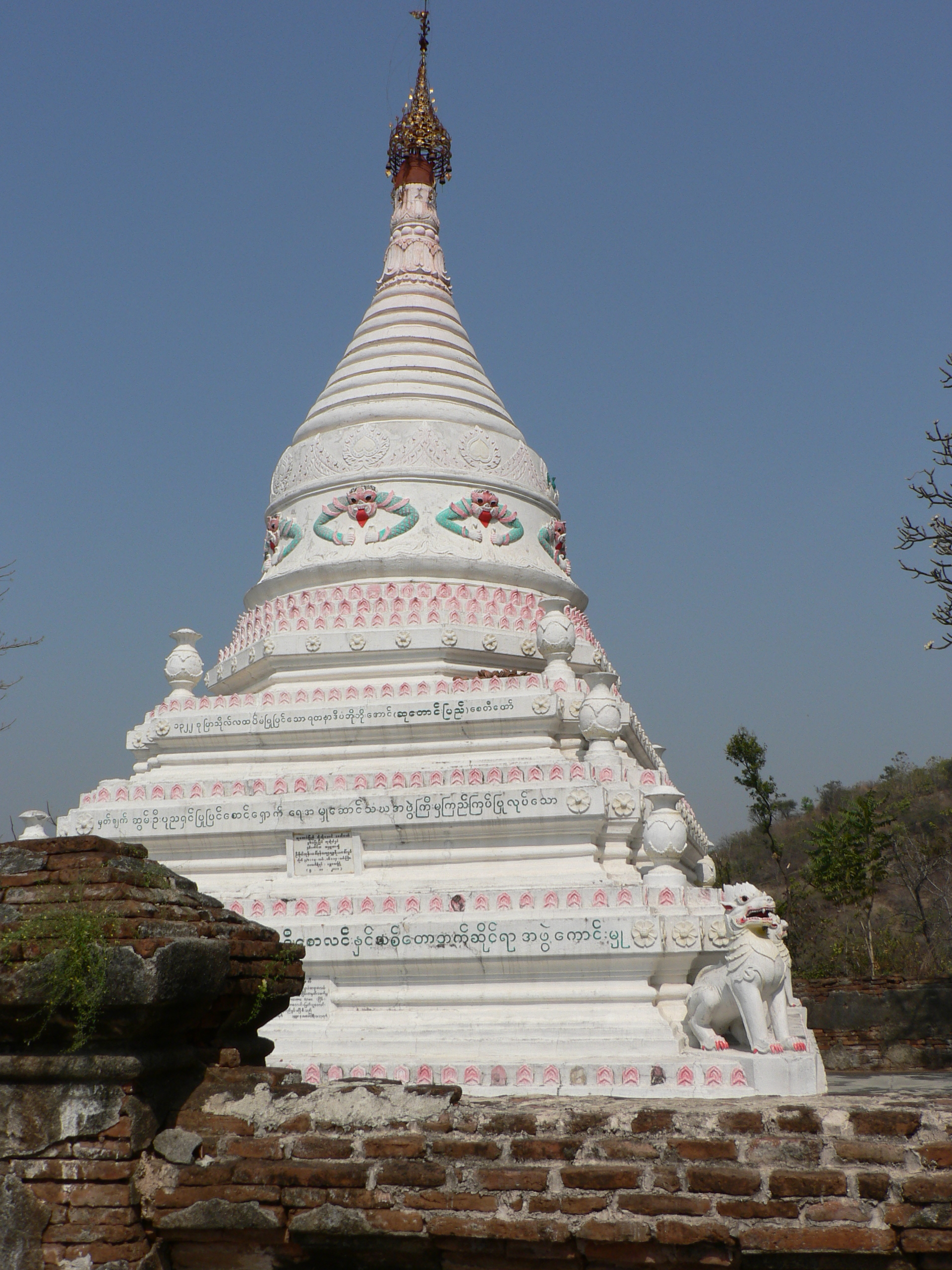
Stupa auf dem Sagaing Hill
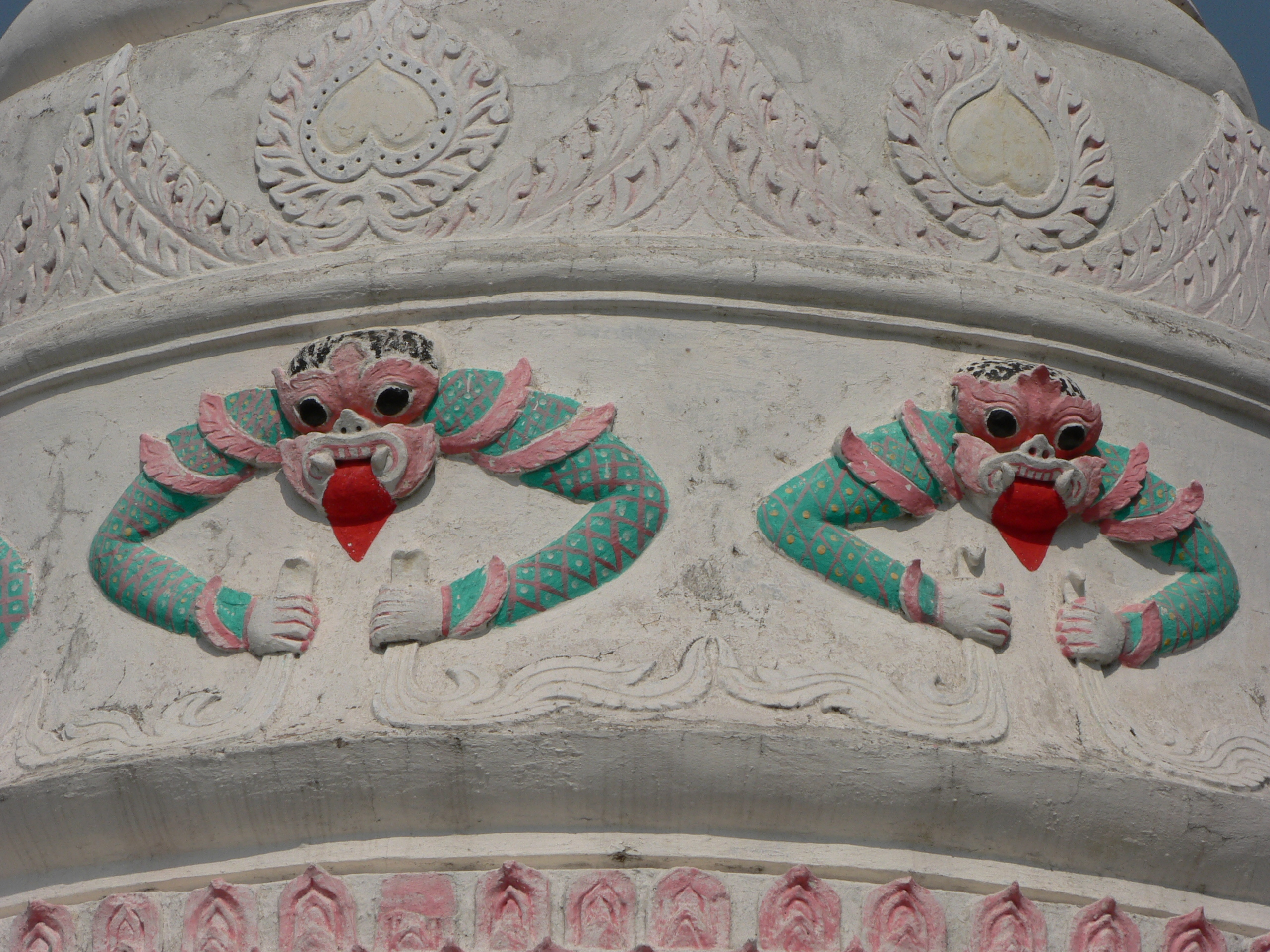
Detail Stupa auf dem Sagaing-Hügel
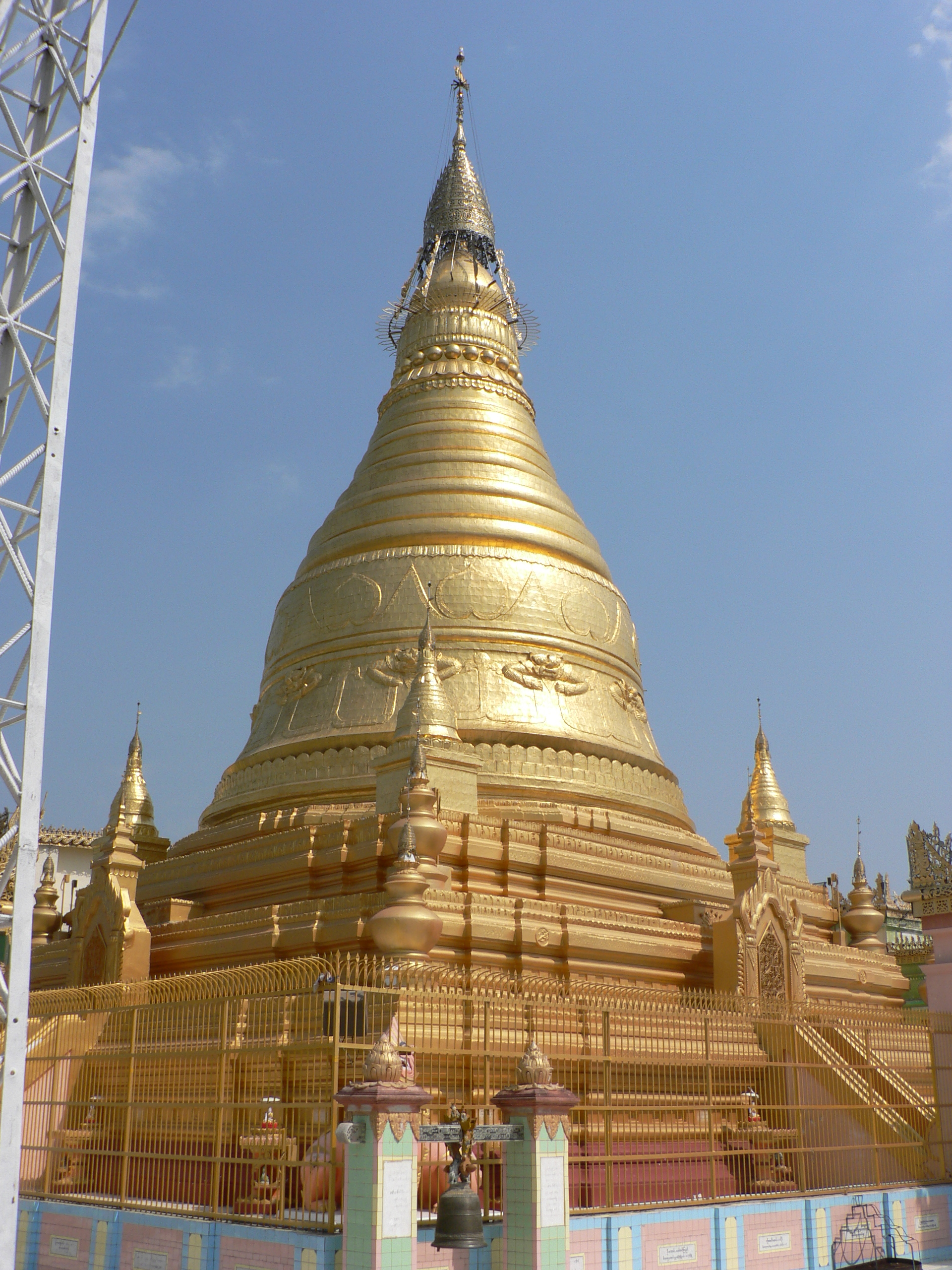
Stupa auf dem Sagaing-Hügel
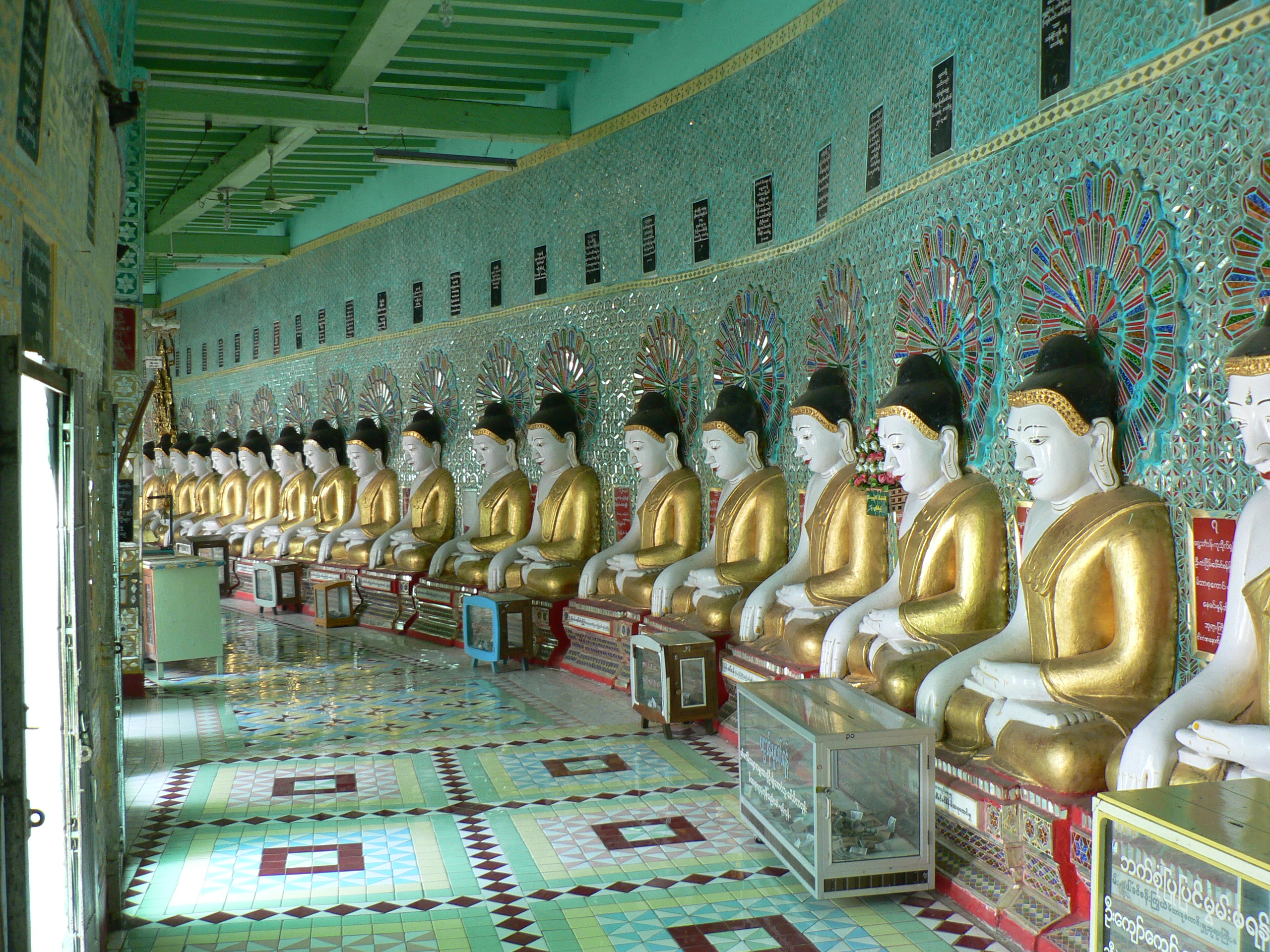
Umin-Thonze-Pagode, Sagaing-Hügel
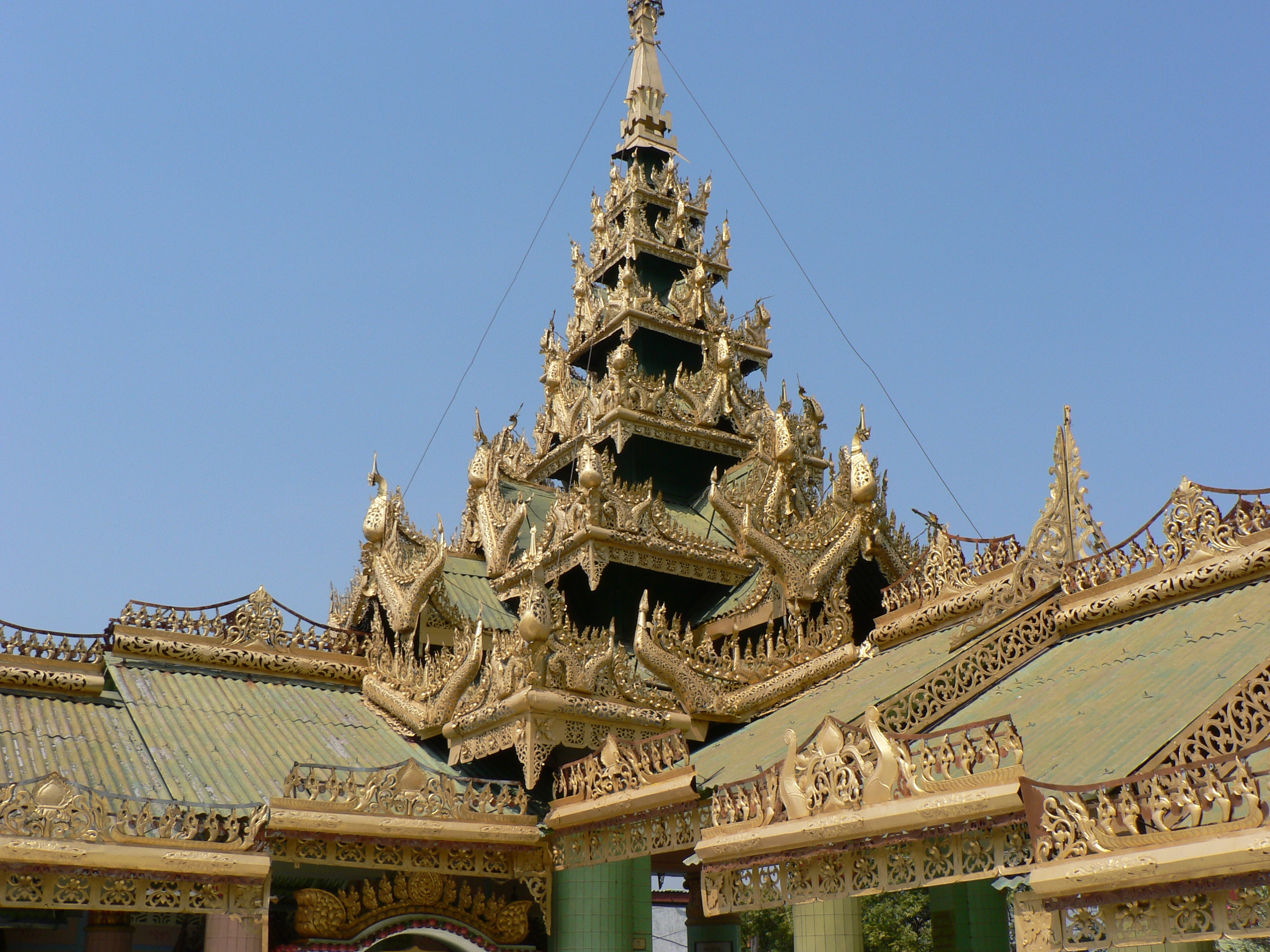
Kloster und Stupa auf dem Sagaing-Hügel
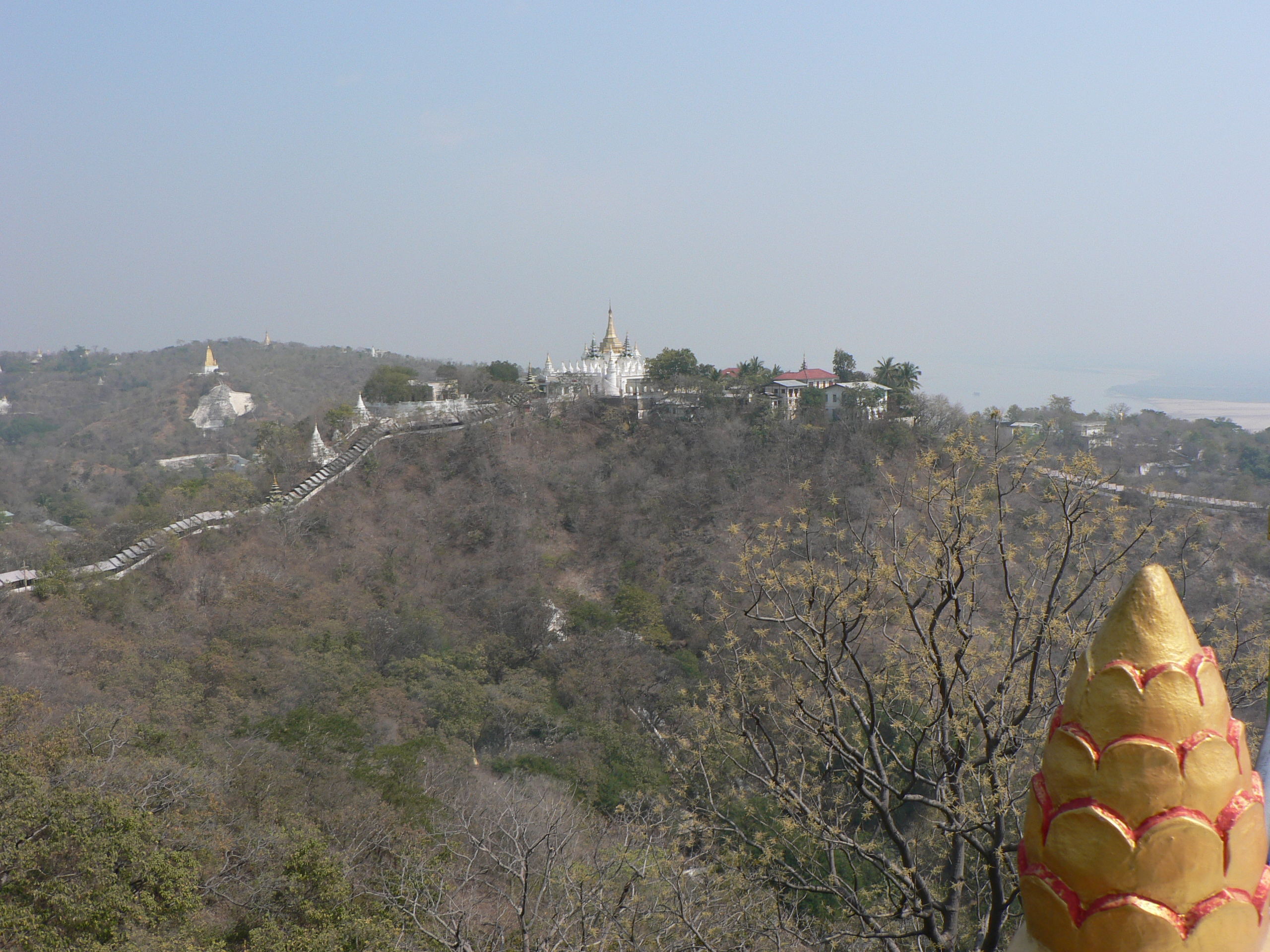
Sagaing-Hügel
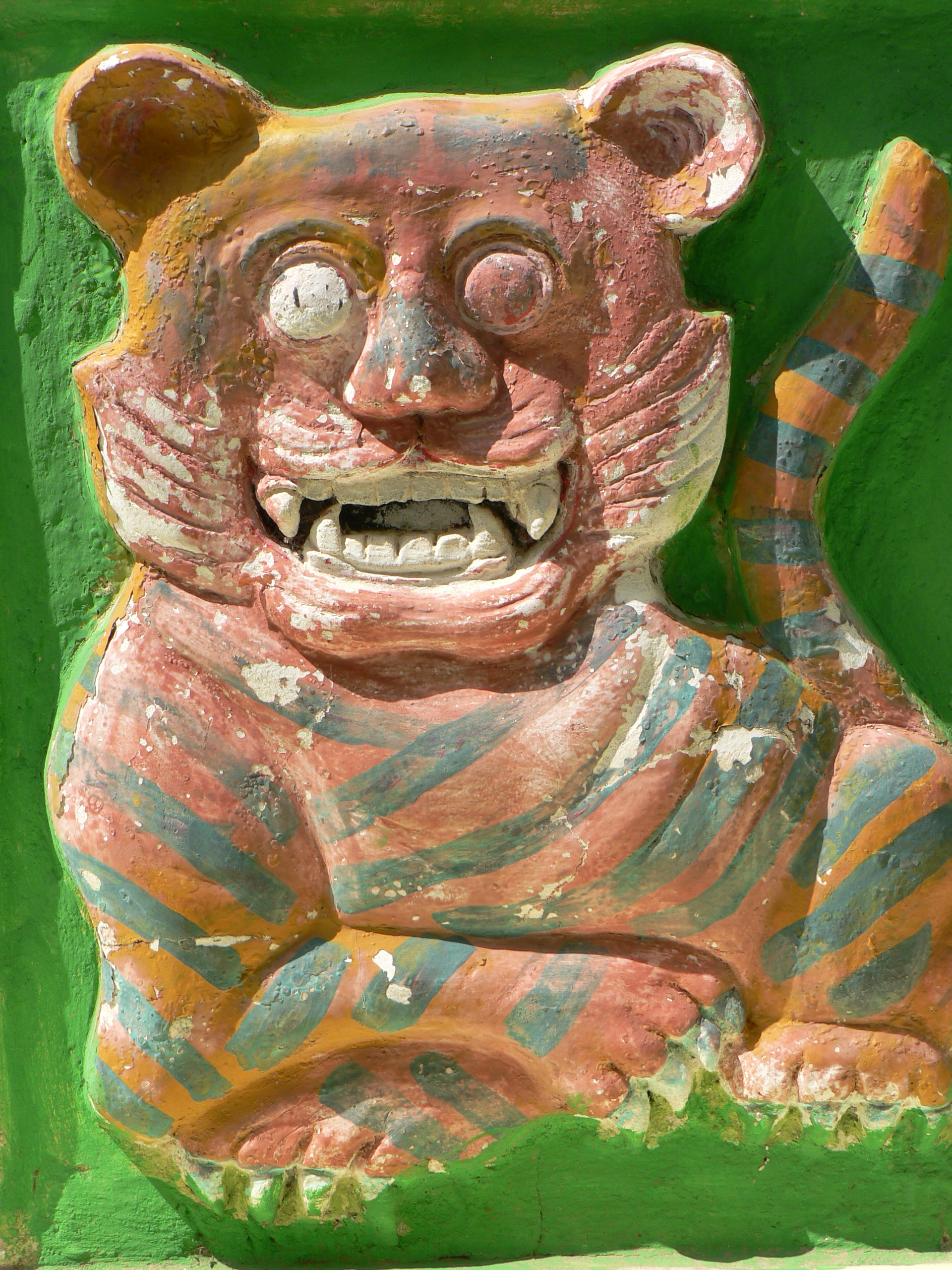
Detail an einem Stupa auf dem Sagaing-Hügel
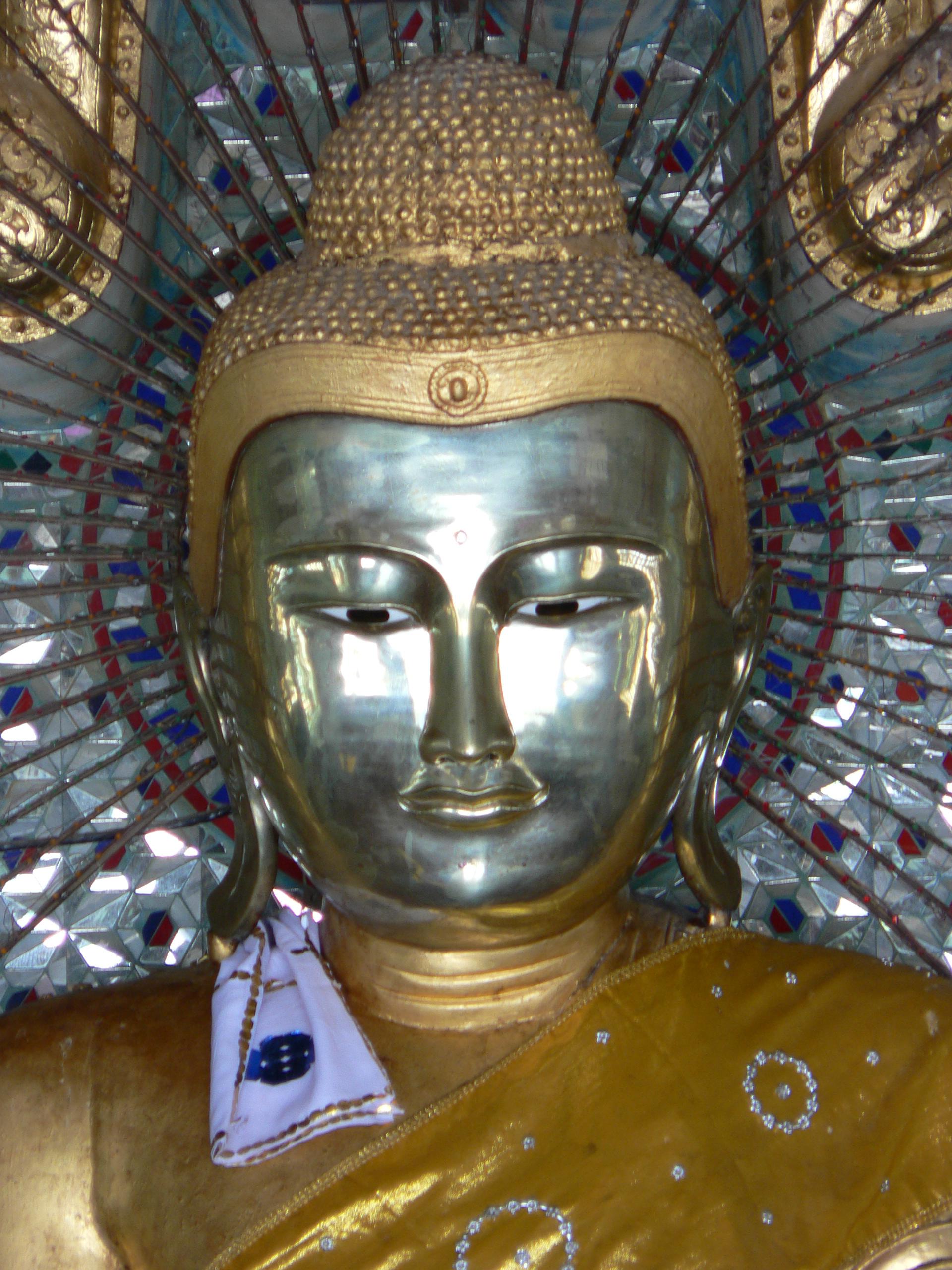
Buddha-Figur auf dem Sagaing-Hügel
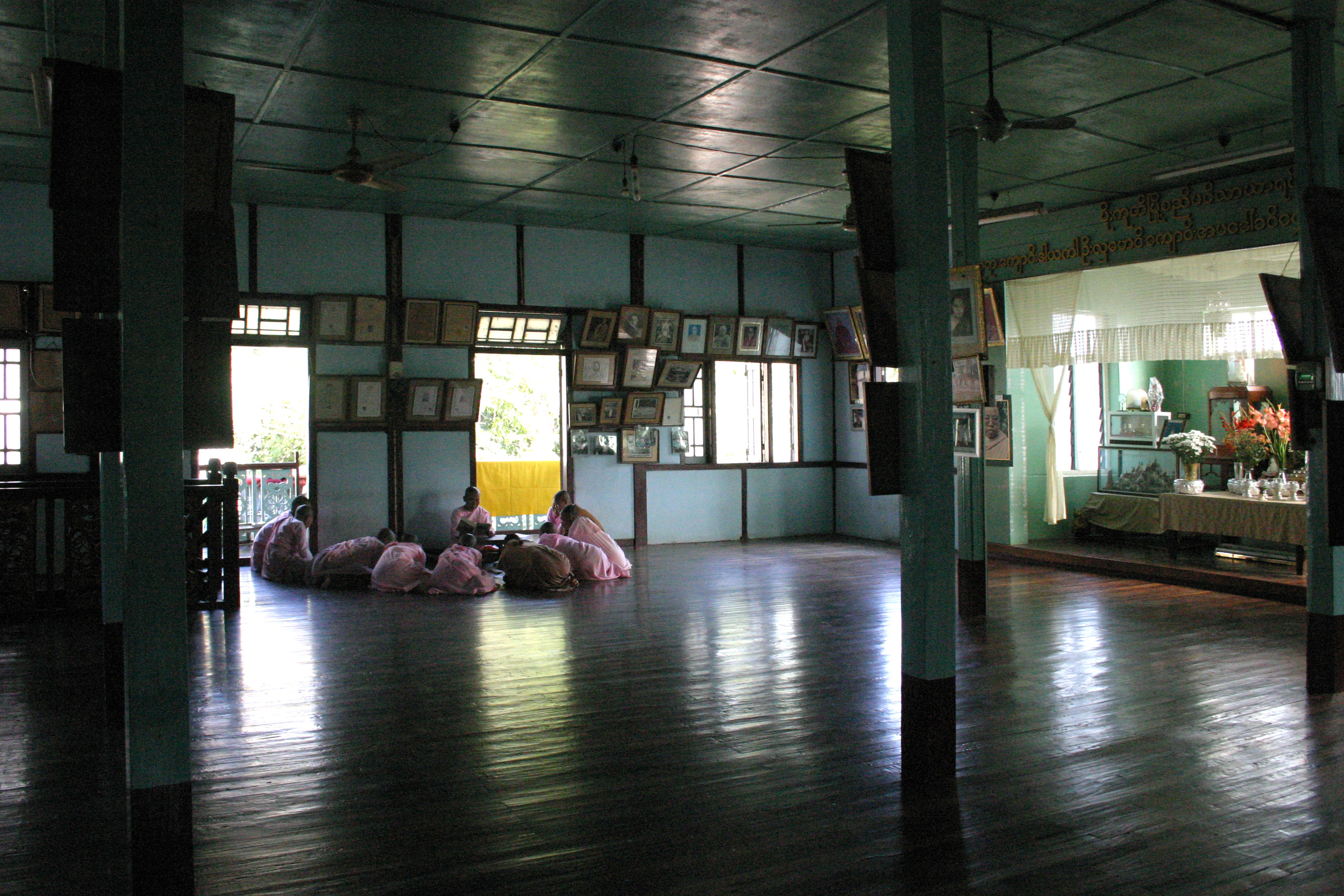
Nonnenkloster Zhaya Theingyi: große Halle